# 엔리케 산토스 디세폴로

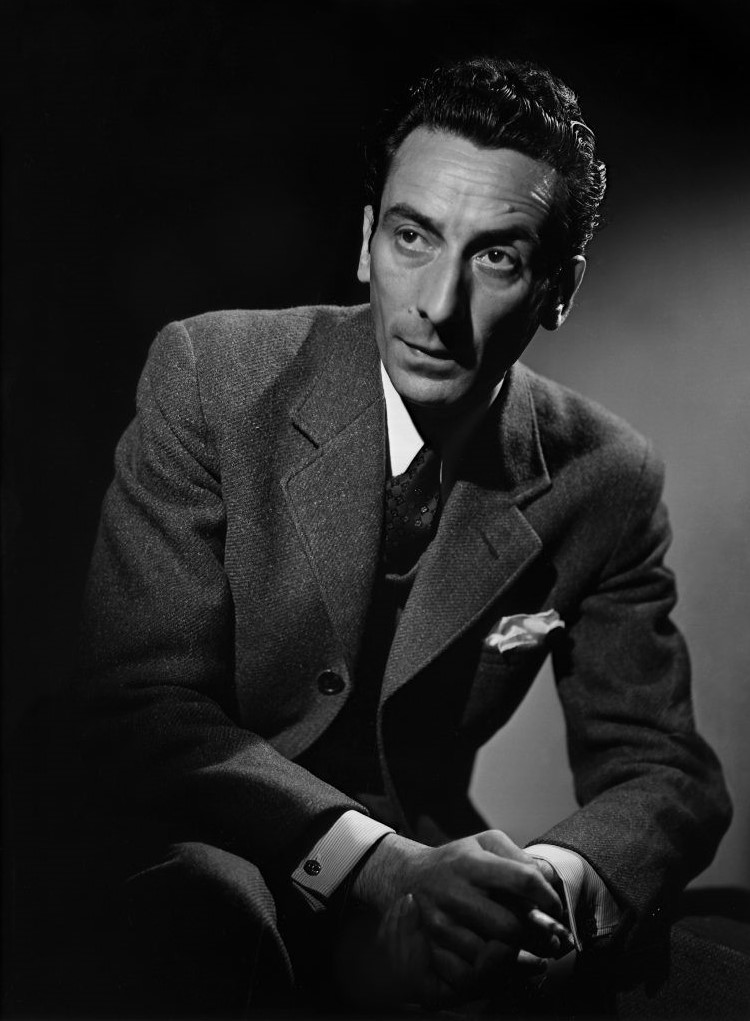

엔리케 산토스 디세폴로(Enrique Santos Discépolo, 1901년 3월 27일 ~ 1951년 12월 23일)는 지휘자·작곡가·시인이다. 디세폴로는 부에노스아이레스시의 중심부인 파소가(街)에서 태어났다. 사범학교를 중퇴하여 극작가가 되었다. 1919년에 배우로서 데뷔, 작곡을 시작한 것은 1926년경이며 독특한 곡상(曲想)의 탱고를 많이 발표하여 탱고계의 귀재라는 말을 듣기도 하였다. 또한 그의 작시는 당시의 사회를 풍자, 비판한 독특한 시가 많다. 1930년대에는 악단을 지휘했으나 주로 타니아의 노래에 반주를 담당했다. 작품으로는 <지라 지라>, <고백>, <오늘밤에 나는 취하도다> 등 걸작이 많다.